# Rudicetus
Rudicetus — вимерлий рід китоподібних родини Kentriodontidae.